# 클로린
클로린(Chlorin)은 포르피린에서 C=C 이중결합 하나가단일 결합으로 바뀐 물질이며 엽록소의 구성 성분이다.

## 같이 보기
- 광역동 치료